# كارلوس ماورو هويوس
كارلوس ماورو هويوس جيمينيز (بالإسبانية: Carlos Mauro Hoyos Jiménez)‏ (26 يوليو 1939 - يناير 1988)، محامي وسياسي كولومبي. كان مدعيا عاما حتى سبتمبر 1987 عندما اختطفه وقتله عصابة بارون المخدرات بابلو إسكوبار.